# Karl Asmus Bachmann
Karl Asmus Bachmann (* 28. Dezember 1842 in Tondern, Herzogtum Schleswig; † 28. Juni 1916) war ein deutscher Richter und Abgeordneter.

## Leben
Bachmann studierte ab 1862 an der Christian-Albrechts-Universität zu Kiel Rechtswissenschaft. 1865 wurde er recipiert im Corps Saxonia Kiel, das sich erst 1864 von den Folgen der Schleswig-Holsteinischen Erhebung erholt hatte. Er zeichnete sich je einmal als Subsenior und Consenior und zweimal als Senior aus. Als Inaktiver wechselte er an die Ruprecht-Karls-Universität Heidelberg. Nach dem Studium (1867) schlug er die Richterlaufbahn ein. Er wurde Amtsrichter in Toftlund und Sonderburg. Ab 1879 war er Amtsgerichtsrat in Hadersleben. Für den Wahlkreis Schleswig-Holstein 4 (Tondern) saß er von 1894 bis 1908 im Preußischen Abgeordnetenhaus. Er gehörte zur Fraktion der Nationalliberalen Partei. Er starb als Geh. Justizrat mit 73 Jahren.